# Ткачи (креативное пространство)
Креативное пространство «Ткачи» — бизнес-центр класса «В+», позиционировавший себя многофункциональным центром культуры, образования, работы и отдыха, созданный в Санкт-Петербурге в 2010 году в реконструированном здании бывшей прядильно-ткацкой фабрики им. Петра Анисимова по адресу: наб. Обводного канала, 60 и существовавший до марта 2020 года.

## История создания
История пространства «Ткачи» началась в 2010 году, когда группа компаний «Овентал» начала реконструкцию здания бывшей прядильно-ткацкой фабрики им. Петра Анисимова с целью превратить заброшенный промышленный комплекс в креативное пространство.
В 2013 году проходила выставка «ICONS», организаторами которой стали компания Planet Media Group (оператор выставочного пространства) и PERMM. После проведения выставки компания «Овентал» досрочно расторгла 3-летний договор аренды с оператором выставочного пространства и подала на него в суд.